# مضادات مستقبلات الهيستامين من النوع الثالث
مضادات مستقبلات الهيستامين من النوع الثالثH3، هي تصنيف للعقاقير المستخدمة لمنع عمل الهيستامين على مستقبلات هيستامين من النوع الثالثH3 و على عكس مضادات الهيستامين النوعين الأول والثاني الH1 و ال H2 التي لها وظائف طرفية في المقام الأول، ولكنها تسبب النعاس إذا تم منعها من الدماغ، مضادات مستقبلات الهيستامين من النوع الثالث: ال H3 توجد بشكل أساسي في الدماغ وهي مستقبلات ذاتية مثبطة موجودة في النهايات العصبية الهسيتامينية، والتي تنظم إفراز الهيستامين.
يؤدي إفراز الهيستامين في الدماغ إلى إطلاق ثانوي للناقلات العصبية المثيرة مثل الجلوتامات والإسيتيل كولين عن طريق تحفيز مستقبلات هيستامين من النوع الأول الموجودة في القشرة الدماغية وبالتالي، على عكس مضادات الهيستامين من النوع الأول المهدئة، فإن مضادات الهيستامين من النوع الثالث تعمل على تنشيط وتنبيه الذهن، ويتم حالياً عمل الأبحاث عليها كأدوية محتملة لعلاج حالات الأمراض العصبية مثل مرض الزهايمر
تتضمن أمثلة مضادات الهيستامين من النوع الثالث الانتقائية: كلوبينبروبيت ، وسيبروكسيفان ، و كونيسين ، و بيتاهستين ، و بيتوليسانت.

## التاريخ
تم اكتشاف مستقبل الهيستامين من النوع الثالث لأول مرة في عام 1983 وكان أحد آخر المستقبلات التي تم اكتشافها باستخدام الطرق الدوائية التقليدية  و من ثم تم اكتشاف هيكلها لاحقًا أثناء الجهود المبذولة لتحديد المستقبلات المقترنة بالبروتين G المعبر عنها بشكل شائع بـ(GPCR) في الجهاز العصبي المركزي (CNS) ، إن خصائص الأدوية المتعلقة بمستقبلات الهيستامين من النوع الثالث معقدة للغاية مما جعل تطوير الدواء أمرًا صعبًا، توجد العديد من الأشكال الإسوية الوظيفية المختلفة لمستقبلات الهيستامين من النوع الثالث مما يعني أنه من الممكن نظريًا استهداف شكل إسوي واحد على وجه التحديد، ومع ذلك، قد يكون ذلك صعبًا بسبب التباين الجيني للأشكال الإسوية بالإضافة إلى اختلاف وظائف كل منها  ولقد تم تصنيف روابط مستقبلات الهيستامين من النوع الثالث الآن على أنها ناهضات أو مناهضات أو ناهضات عكسية، اعتمادًا على تجارب الإشارات  المستخدمة.

## آلية العمل
مستقبلات الهيستامين النوع الثالث هي مستقبلات مقترنة بالبروتين G وقد تم وصفها على أنها مستقبلات ما قبل المشبكي، تنظم إفراز الهيستامين وأيضًا تعمل كمستقبل مغاير وتنظم الناقلات العصبية مثل أستيل كولين والدوبامين والسيروتونين والنوربينفرين وحمض الغاما-أمينوبيوتيريك.
 يمتلك المستقبل نشاطًا تكوينيًا عاليًا مما يعني أنه يمكنه إصدار إشارات دون تنشيطه بواسطة ناهض.
مستقبلات الهيستامين من النوع الثالث تنظم إطلاق الناقلات العصبية من خلال التأثير على كمية الكالسيوم داخل الخلايا وعند تنشيطها، فإنها تمنع تدفق الكالسيوم مما يؤدي إلى تثبيط إطلاق الناقلات العصبية، تسبب مضادات المستقبلات تخليق وإطلاق هذه الناقلات العصبية التي تعزز الاستيقاظ.
 تظهر مستقبلات الهيستامين من النوع الثالث في الغالب على الخلايا العصبية الهيستامينية للجهاز العصبي المركزي ولكن يمكن أن توجد ايضاً في مناطق مختلفة من الجهاز العصبي الطرفي، حيث
توجد مستقبلات الهيستامين من النوع الثالث بكثافة عالية في العقد القاعدية والحصين والمناطق القشرية وهي جميع مناطق الدماغ المرتبطة بالإدراك.
تم وصف نظام الهيستامين بأنه يلعب دورًا في الفيزيولوجيا المرضية للأعراض المعرفية لأمراض مثل الزهايمر والفصام والخدار.

## التطور

### حوامل الخواص الدوائية المبكرة
في بداية تطوير روابط مستقبلات الهيستامين النوع الثالث كان التركيز على مضاد الهيستامين الذي يحتوي على حلقة إيميدازول في بنيته. التنوع الهيكلي بين مستقبلات الهيستامين من النوع الثالث محدود وكل منبهات مستقبلات الهيستامين من النوع الثالث المعروفة اليوم تحتوي على حلقة إيميدازول.
كانت مشكلة المركبات المحتوية على الإيميدازول هي تثبيط إنزيمات السيتوكروم P450 مما أدى إلى تفاعلات دوائية شديدة، كما واجهت المركبات صعوبة في عبور الحاجز الدموي الدماغي.
تم اختبار العديد من المركبات ولكنها كانت سامة للغاية مما جعلها غير نافعة للإستخدام إطلاقاً.
كانت وظيفة إيقاف الهدف في مستقبل الهيستامين من النوع الرابع ومستقبلات أخرى مشكلة أيضًا مع مضادات الإيميدازول.
إن التنوع الكبير في الفيزيولوجيا المرضية المحتملة لـمستقبلات الهيستامين النوع الثالث في اضطرابات الدماغ تجعل مضادات مستقبلات الهيستامين من النوع الثالث مثيرة للاهتمام لتطوير الأدوية.

### ثيوبيراميد
كان أول مناهض قائم على الإيميدازول تم تطويره هو الثيوبيراميد الذي كان فعالاً للغاية وانتقائيًا ولكنه لم يكن صالحًا للاستخدام كدواء بسبب احتمالية الإصابة بتسمم الكبد جراء استخدامه، لقد تم تصميمه في الأصل لتحسين اليقظة وضعف الإدراك.
أظهرت دراسة حديثة إمكانية العلاج بالثيوبيراميد لحل مشكلة إيقاع الساعة البيولوجية للمرضى المصابين بمرض باركنسون.

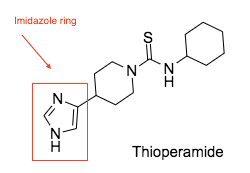
التركيب الكيميائي للثيوبيرامايد. يحتوي الدواء في وقت مبكر على حلقة إيميدازول.

### حوامل الخواص الدوائية المطور
مؤخراً تحول التركيز من مضاد الهيستامين القائم على الإيميدازول إلى مضادات مستقبلات الهيستامين النوع الثالث غير القائمة على الإيميدازول والتي يبدو أنها لا تتفاعل مع إنزيمات CYP بنفس المستوى الذي كان مع مضادات مستقبلات الهيستامين النوع الثالث القائمة على الإيميدازول وبإمكانها ايضاً الوصول إلى الجهاز العصبي المركزي بسهولة أكبر ولكن لسوء الحظ، ظهرت مشاكل أخرى مثل الارتباط القوي بقناة (هيرغ) ،(P) وداء الفوسفوليبيدوز وكذلك مشاكل ركيزة البروتين السكري حيث يمكن أن يؤدي الارتباط القوي بقناة(هيرغ) إلى الإصابة بمتلازمة .كيوتي الطويلة.

### البيتوليسانت
كان البيتوليسانت أول ناهض / ناهض عكسي بدأ العمل عليه في التجارب السريرية وهو الدواء الوحيد الذي تمت الموافقة عليه من قبل السلطات التنظيمية في الولايات المتحدة وأوروبا، وهو انتقائي للغاية لمستقبلات الهيستامين من النوع الثالث. يحتوي البيتوليسانت على نسبة عالية من التوافر الحيوي عن طريق الفم ويسهل وصوله إلى الدماغ حيث يخضع لعملية التمثيل الغذائي واسعة النطاق من خلال إنزيم CYP4A4 في القناة الهضمية.
لم يتم بعد تحديد مسار التمثيل الغذائي بالكامل ولكنه يتضمن عددًا قليلاً من إنزيمات CYP و لقد ثبت ايضاً أنه مفيد في الحفاظ على حالة اليقظة في النهار للأشخاص الذين يعانون من مشكلة النوم القهري.(الخدار)
وجد أن الآثار الجانبية التي ظهرت في التجارب السريرية تعتمد على الجرعة، وكما هو متوقع، كانت بعض الآثار السلبية عصبية نفسية في طبيعتها وكان الأكثر شيوعًا فيها هي الأرق والصداع والقلق، ويمكن أن يتسبب البيتوليسانت أيضًا في الإصابة بمتلازمة كيو تي الطويلة لذا ينصح بالحذر عند استعماله من قبل مرضى القلب.
يمكن أن يقلل الحفاظ على الجرعات عند أدنى مستوى ممكن من مخاطر الآثار السلبية.
يمكن العثور عليه تحت الاسم التجاري Wakix(واكيكس) ويعتبر عقارًا يتيمًا تمت الموافقة عليه من قبل المفوضية الأوروبية في 31 مارس 2016 ، وهو متوفر بالجرعات : 4.5 ملغ و 18 ملغ.

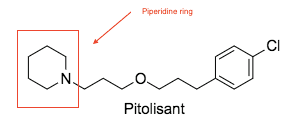
التركيب الكيميائي لـ Pitolisant. الأدوية الجديدة تحتوي على مركبات غير imidazole، في حالة Pitolisant، حلقة بيبيدين.

### العلاقة بين الهيكل والنشاط
تم وصف النمط الهيكلي العام الضروري لفاعلية المضاد لـمستقبلات الهيستامين من النوع الثالث، حيث
يحتاج مضاد مستقبلات الهيستامين النوع الثالث إلى مجموعة أمين أساسية مرتبطة بمنطقة ذات خاصية عطرية / محبة للدهون مرتبطة إما بمجموعة قطبية أو مجموعة أساسية أخرى أو منطقة محبة للدهون.

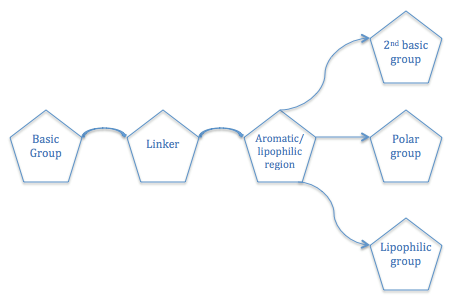
هيكل علاقة النشاط لخصوم H3R

## الأهمية السريرية
تُظهر مضادات مستقبلات الهيستامين النوع الثالث طريقة ممكنة لعلاج أمراض الجهاز العصبي المركزي مثل مرض الزهايمر (AD) ، ومتلازمة فرط الحركة ونقص الانتباه (ADHD) ، والفصام (SCH) ، والألم، والخدار.

### حالة الخدار
الخدار هو اضطراب في النوم يتميز بالنعاس المزمن ومن اعراضه: الهلوسة والجمدة(نوبة الخمود) والنوم وشلل النوم .
تؤدي مضادات مستقبلات الهيستامين النوع الثالث إلى إطلاق الهيستامين في السائل الدماغي الشوكي مما يعزز اليقظة ولذلك، تم عمل الدراسات على مضادات مستقبلات الهيستامين النوع الثالث على أمل إيجاد علاج لمرض الخدار.
تمت الموافقة على البيتوليسانت لعلاج الخدار بينما مضادات مستقبلات الهيستامين من النوع الثالث الأخرى تحت التجارب السريرية الآن.

### مرض الزهايمر AD
مرض الزهايمر هو مرض تحللي عصبي تدريجي يصيب الدماغ ويلعب الهيستامين دورًا موثقًا في مرض الزهايمر، ولكن المستويات المتفاوتة من الهيستامين في مناطق مختلفة من الدماغ تجعل من الصعب إثبات وجود صلة مباشرة بين النقل العصبي للهستامين وعلم أمراض الزهايمر، ولقد أظهرت الدراسات في الجسم الحي أن عددًا من مضادات مستقبلات الهيستامين النوع الثالث تسهل التعلم والتذكر.
يحصر الثيوبيراميد مستقبلات الهيستامين النوع الثالث ويسبب زيادة في إطلاق الهيستامين العصبي الذي ينظم بعد ذلك عمليات الإدراك من خلال مستقبلات الهيستامين النوع الأول ومستقبلات الهيستامين النوع الثاني ومستقبلات أخرى (مثل الكوليني وحمض الغاما-أمينوبيوتيريك).
لا يرتبط تدهور الخلايا العصبية الهستامينية في مرض الزهايمر بتعبيرات مستقبلات الهيستامين النوع الثالث نظرًا لأن جزءًا كبيرًا من مستقبلات الهيستامين النوع الثالث في الدماغ تقع في مكان آخر عميق في الخلايا العصبية القشرية والقشرة المهادية وغيرها.

### متلازمة فرط الحركة ونقص الإنتباه (ADHD)
يعد اضطراب نقص الانتباه مع فرط النشاط اضطرابًا في النمو العصبي يكون أكثر وضوحًا عند الأطفال. تتكون العلاجات الدوائية الحالية من الأدوية المنشطة (مثل ميثيلفينيديت) والأدوية غير المنشطة (مثل أتوموكسيتين) ومنبهات ألفا 2 ، و يمكن أن تسبب هذه الأدوية آثارًا ضارة وبعض الأنواع لديها القدرة على التسبب في الإدمان. لذلك فإنه من الأفضل تطوير علاجات بديلة.
تظهر الدراسات في الجسم الحي إمكانية استخدام مضادات مستقبلات الهيستامين النوع الثالث في اضطراب فرط الحركة ونقص الانتباه للمساعدة في الانتباه والنشاط المعرفي عن طريق زيادة إطلاق الناقلات العصبية مثل أستيل كولين والدوبامين.

### إنفصام الشخصية
في مرض انفصام الشخصية، تلعب مسارات الدوبامين، من بين أنظمة الناقلات العصبية الأخرى، دورًا مهمًا في تطور المرض وتعتمد العلاجات الحالية على مضادات الذهان من الجيل الأول والثاني وهذه الأدوية هي في الأساس مضادات للدوبامين، ويمكن أن تسبب العديد من الآثار الجانبية غير المرغوب فيها.
يبدو أيضًا أن الخلايا العصبية الهستامينية تلعب دورًا في مرض انفصام الشخصية، ويتم توطين مستقبلات الهيستامين النوع الثالث مع مستقبلات الدوبامين في الخلايا العصبية للغاما.
قد تكون مضادات مستقبلات الهيستامين من النوع الثالث مفيدة في علاج الأعراض السلبية والمعرفية لمرض انفصام الشخصية، حتى لو لم تكن فعالة في علاج أعراضه الإيجابية.